# Томас Філіпс
Томас Філіпс (англ. Thomas Phillips, 18 жовтня 1770 – 20 квітня 1845) — англійський художник портретного та жанрового живопису. Він намалював багатьох видатних людей того часу, включаючи вчених, художників, письменників, поетів і дослідників.

## Галерея

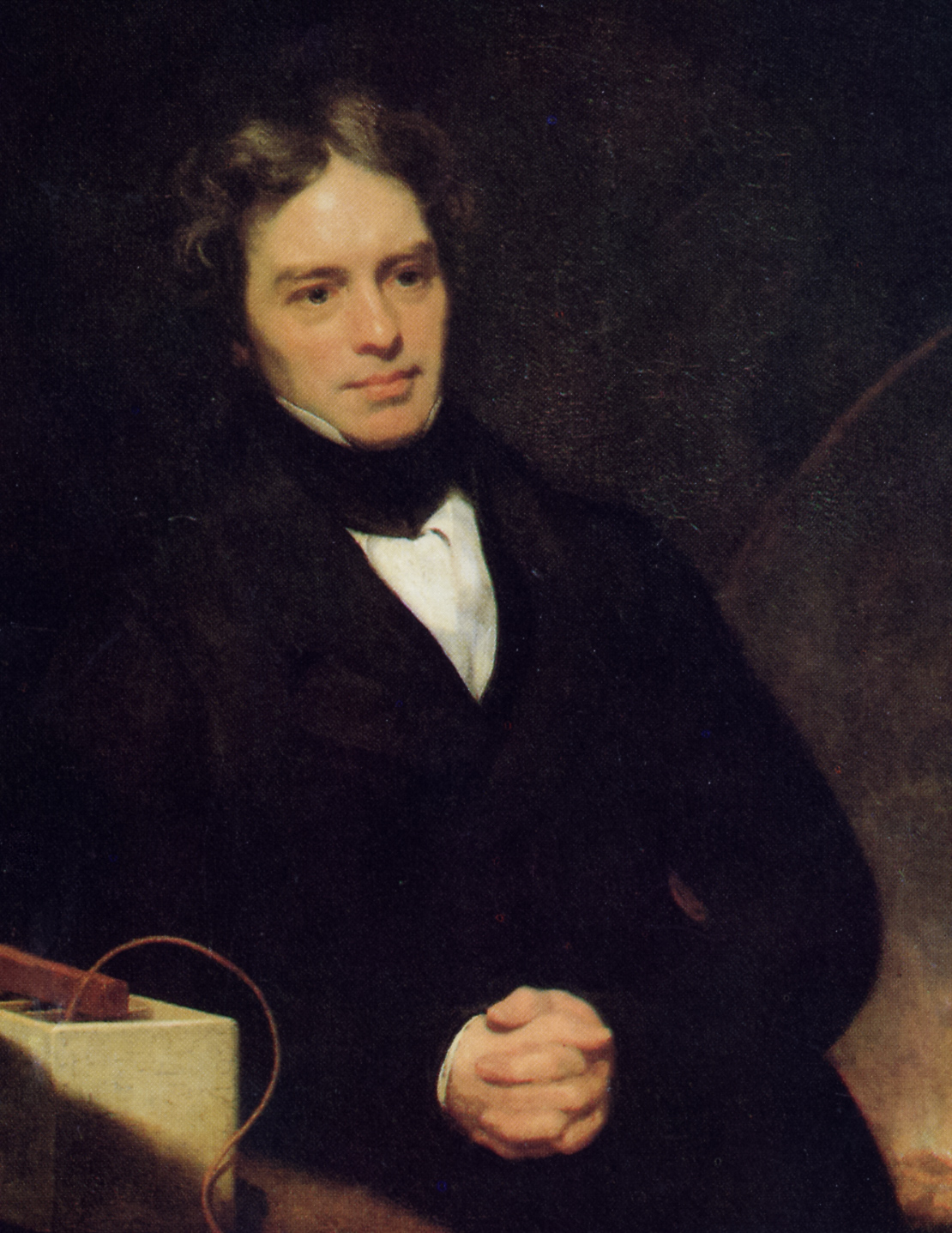
Портрет Майкла Фарадея (1842)
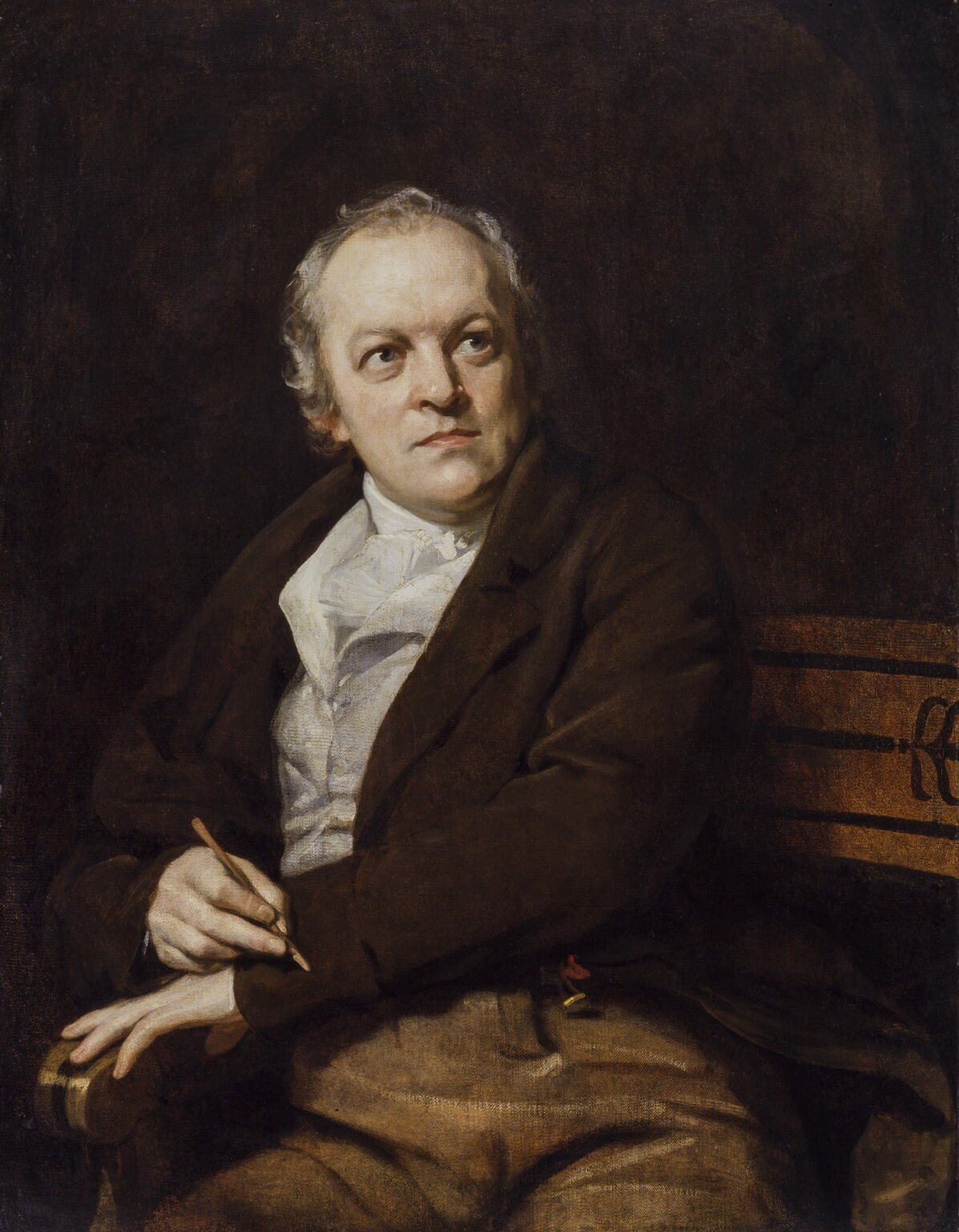
Портрет Вільяма Блейка (1807)
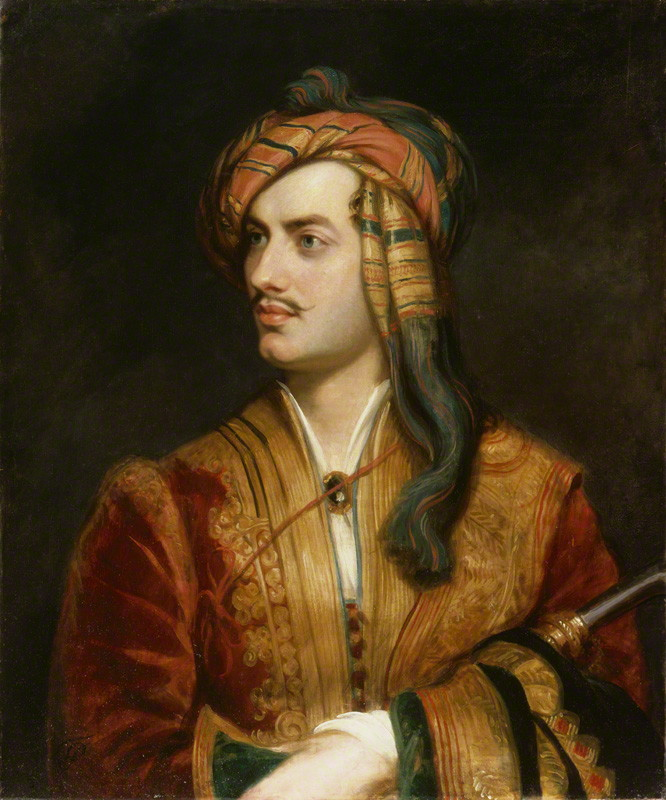
Портрет Лорда Байрона в албанському одязі (1835)
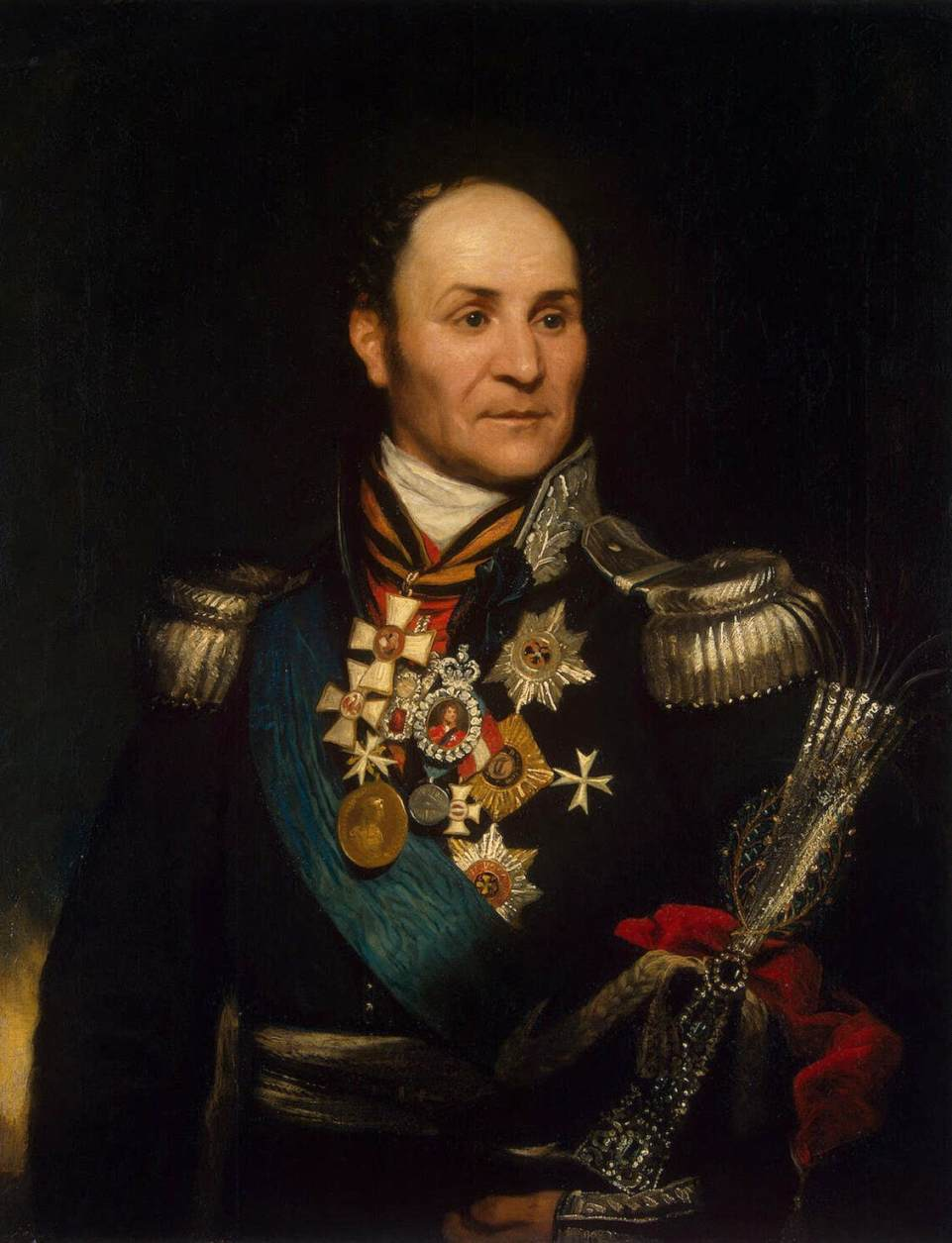
Портрет М. І. Платова (1814)